# Україна на Новій хвилі
| Україна                         | Україна                 |
| ------------------------------- | ----------------------- |
| Ефір                            | «Інтер» «1+1» «Україна» |
| Уперше на конкурсі «Нова хвиля» | 2002                    |
| Участь                          | 14 разів                |
| Перемоги                        | 1                       |

Україна брала участь у Новій хвилі, починаючи з 2003 року, у якому 7-ме місце посіла співачка Євгенія. 
2009 року була єдина перемога української представниці Джамали.

## Виконавці
Мітки    Перше місце
   Друге місце
   Третє місце
   Останнє місце
| Рік  | Виконавці           | 1-й день                               | 2-й день                                               | 3-й день                      | Місце           | Бали            | Нагороди                                                                |
| ---- | ------------------- | -------------------------------------- | ------------------------------------------------------ | ----------------------------- | --------------- | --------------- | ----------------------------------------------------------------------- |
| 2002 | Не брала участь     | Не брала участь                        | Не брала участь                                        | Не брала участь               | Не брала участь | Не брала участь | Не брала участь                                                         |
| 2003 | Євгенія             | «»                                     | «Я піду в далекі гори»                                 | «Відлуння твоїх кроків»       | 7               | 206             | Приз від «АРС»                                                          |
| 2004 | Віталій Козловський | «Comme toi»(фр.)                       | «Чорнобривці»                                          | «Шекспир»(рос.)               | 8               | 176             | Не було                                                                 |
| 2005 | Денис Болдишев      | «Confessa»(італ.)                      | «Пісня про рушник»                                     | «Дождись меня»(рос.)          | 6               | 215             | Не було                                                                 |
| 2005 | Тіна Кароль         | «I feel good»(англ.)                   | «Зелен клен»                                           | «Картины любви»(рос.)         | 2               | 224             | Приз від Алли Пугачової                                                 |
| 2006 | Майя Мігаль         | «What are you waiting for»(англ.)      | «Верба»                                                | «Время как вода»(рос.)        | 14              | 269             | Не було                                                                 |
| 2007 | «Барселона»         | «Barcelona»(англ.)                     | «Эхо любви»(рос.)                                      | «Сложные пути»(рос.)          | 2               | 308             | Не було                                                                 |
| 2007 | Василь Лазарович    | «L'Ascensore»(італ.)                   | «Тільки раз цвіте любов»                               | «Ноты любви»(рос.)            | 11              | 289             | Не було                                                                 |
| 2008 | «Заклёпки»          | «Candyman»(англ.)                      | «Пирожок»(рос.)                                        | «Безобразная»(рос.)           | 6               | 333             | Ротація кліпу на «Муз-ТВ»                                               |
| 2008 | Міка Ньютон         | «I don't wanna miss a thing»(англ.)    | «Не отпускай»(рос.)                                    | «Выше, чем любовь»(рос.)      | 12              | 314             | Не було                                                                 |
| 2009 | Владислав Левицький | «She's a Lady»(англ.)                  | «Соколята»                                             | «Море зайвих слів»            | 8               | 320             | Не було                                                                 |
| 2009 | Джамала             | «History Repeating»(англ.)             | «Верше, мій верше»                                     | «Маменькин сынок»(рос.)       | 1               | 358             | Не було                                                                 |
| 2009 | Міла Нітіч          | «Listen»(англ.)                        | «Чарівна скрипка»                                      | «Где ты»(рос.)                | 5               | 333             | Приз від Алли Пугачової                                                 |
| 2010 | Іван Березовський   | «Per te»(італ.)                        | «Ніч яка місячна»                                      | «Вместе»(рос.)                | 7               | 274             | Не було                                                                 |
| 2010 | «Пающіє труси»      | «Bad»(англ.)                           | «Розпрягайте, хлопці, коней»                           | «Пластический хирург»(рос.)   | 15              | 252             | Ротація кліпу на «Муз-ТВ»                                               |
| 2010 | Тетяна Ширко        | «All by myself»(англ.)                 | «Чом ти не прийшов»                                    | «Исповедь любви»(рос.)        | 2               | 287             | Приз від «Авторадіо»                                                    |
| 2011 | Маша Собко          | «Please Don’t Make Me Love You»(англ.) | «Мамо»                                                 | «Я Тебя Люблю»(рос.)          | 2               | 340             | Ротація кліпу на «Муз-ТВ»                                               |
| 2011 | «The Коля»          | «Seven Nation Army»(англ.)             | «Попытка № 5»(рос.)                                    | «Баллада о Новой волне»(рос.) | 9               | 322             | Ротація кліпу на «Муз-ТВ»                                               |
| 2012 | Марія Яремчук       | «Homeless»(англ.)                      | «Тече вода»                                            | «Весна»                       | 3               | 283             | Приз від «МегаФон»; Приз глядацьких симпатій; Ротація кліпу на «Муз-ТВ» |
| 2013 | Аркадій Войтюк      | «Kiss»(англ.)                          | «Ніжно» разом із Тіною Кароль                          | «Мамо»                        | 14              | 322             | Не було                                                                 |
| 2013 | Ольга Діброва       | «Don't speak»(англ.)                   | «Стыцамэн»(рос.) разом з Іваном Дорном                 | «Music is everything»(рос.)   | 13              | 328             | Не було                                                                 |
| 2014 | Вікторія Петрик     | «Queen Of The Night»(англ.)            | «Ріка-печаль» разом з Анастасією Петрик                | «Дерево любви»(рос.)          | 2               | 226             | Не було                                                                 |
| 2014 | В'ячеслав Рибіков   | «Diamonds»(англ.)                      | «Верше мій, верше» разом із Джамалою                   | «Эпицентр»(рос.)              | 3               | 224             | Не було                                                                 |
| 2015 | «The Pringlez»      | «Whenever, Wherever»(англ.)            | «Ты здесь» разом з Інтарс Бусулісом                    | «Love Story»(рос.)            | 3               | 276             | Не було                                                                 |
| 2016 | Анастасія Прудіус   | «I Will Survive»(англ.)                | «Я тебя не люблю»(рос.) разом з «Jukebox» і ms.Sounday | «Don't let me...»(англ.)      | 8               | 405             | Не було                                                                 |
| 2016 | Галина Безрук       | «Think»(англ.)                         | «Поздно»(рос.) разом з Інтарсом Бусулісом              | «Небо тебе»(рос.)             | 2               | 424             | Не було                                                                 |

## Галерея

Євгенія на пляжі під час жеребкування порядку виступу на конкурсі, 2003